# Panaxia crocea
Panaxia crocea là một loài bướm đêm thuộc phân họ Arctiinae, họ Erebidae.